# 델타 굿럼
델타 굿럼(Delta Goodrem, 1984년 11월 9일 ~ )은 오스트레일리아의 싱어송라이터, 배우이다. 아역 배우로 연예계 활동을 시작했으며, 연속극 《네이버스》의 니나 터커 역으로 이름을 알렸다.
이어 가수 활동도 시작해 소니 뮤직과 계약을 맺어, 15살 때 데뷔 앨범 Innocent Eyes를 발매했다. 앨범은 대성공을 해 ARIA 차트 통산 29주 1위와  UK 앨범 차트 2위까지 했으며, 호주 사상 가장 많이 판매된 음반이 되었다. 앨범 외에 싱글 "Born to Try", "Lost Without You", "Innocent Eyes", "Not Me, Not I"와 "Predictable" 역시 전세계적으로 400만 부 이상이 판매되었다. 싱글 "Born to Try", "Lost Without You", "Innocent Eyes"는 UK 싱글 차트 10위 권에 진입했으며, 싱글 "Predictable"은 ARIA 싱글 차트 1위를 했다.
암 투병 이후 발매된 정규 2집 앨범 Mistaken Identity 역시 앨범 차트에서 1위를 했다. 이후 나온 정규 3집 Delta 와 정규 5집 Wings of the Wild 도 역시 앨범 차트 1위를 했다.

## 음반 목록
- Innocent Eyes (2003)
- Mistaken Identity (2004)
- Delta (2007)
- Child of the Universe (2012)
- Wings of the Wild (2016)